# 山口優
山口 優（やまぐち すぐる、1963年8月17日 - ）は、日本の作曲家、音楽プロデューサー。東京都出身。音楽制作会社 マニュアル・オブ・エラーズ・アーティスツ代表。
アニメ『トライガン』劇伴、井上陽水等のバックバンドで知られるギタリスト、元ティポグラフィカの今堀恒雄は義弟にあたる。

## 人物
慶應義塾高等学校卒、慶應義塾大学経済学部中退。
1987年、松前公高とのユニット「EXPO」で、アルファレコードのレーベル「G.M.O.レコード」より『エキスポの万国大戦略』をリリース。1990年から1993年まではハイポジにメンバーとして、また共同プロデューサーとして在籍。東芝EMIよりリリースされたアルバム2枚に参加ののち脱退。
80年代半ばより、映像作品、ゲーム音楽のための音楽制作を開始。特にゲームはPlayStation以前より長く開発に関わっている。『がんばれ森川君2号』や自動作曲を取り入れた『くまうた』など、いわゆるゲーム音楽らしからぬ作風が特徴。
近年は中村勇吾らが手掛けるユニクロをはじめとするウェブサイト、メディアアート、ソフトウェア、携帯電話、スマートフォン等プロダクト系サウンドなどを手がける。またNHK教育への楽曲提供も多い。EXPOとして、2007年夏にフランス・マルセイユで行われたアヴァン・ポップ、レコメン系フェス「Festival MIMI」（元Etron Fou LeloublanのFerdinand Richard主宰）に出演。近作は EXPO名義で音楽を担当したアニメ『キルミーベイベー』、京都アニメーション製作の『たまこまーけっと』（作曲・音楽プロデュース）等。
90年初めより、アルトキスタジオ名義で作曲家数人で音楽プロダクションを始め、後年それを法人化したものが現在のマニュアル・オブ・エラーズ・アーティスツである。同社では音楽制作以外に中古レコード店「マニュアル・オブ・エラーズ・ソノタ」を経営。他店では「その他」として括られるジャンル（宗教、医療用、企業ノベルティ等）からソフトロック、イージーリスニング、ラウンジ等、幅広く中古レコードを扱っている。洋の東西を問わず、音痴のレコードには造詣が深い。2011年放映の『タモリ倶楽部』（テレビ朝日）「勝ち抜き歌ヘタ合戦」では、音痴レコードの解説者として出演した。

## 主な活動

### WEB
- ユニクロ
  - UT
  - UNIQLO GRID
  - UNIQLO INTRODUCTION
  - UNIQLO NYC NOW
  - Ultra Light Down
  - HEATTECH
  - UNIQLO RESYCLE
  - Grameen UNIQLO
- アマナホールディングス「伝える」から「伝わる」へ（カンヌ国際広告祭サイバー部門金賞）
- 三菱地所 MARUNOUCHI the GUIDE
- 日本たばこ産業 NO WATER NO LIFE
- ＃kizuku-VOICE OF AWARENESS
- コニカミノルタ NEW LIGHT, NEW LIFE
- Architecture for Dogs 犬のための建築
- アメーバピグ
- ノーリツ
- BEAMS「父の日のうた」

### Media Art
- NTTインターコミュニケーション・センター / ICC　電話網の中の見えないミュージアム
- Sensorium （アルス・エレクトロニカ ネットワーク部門 金賞）
- キヤノンアートラボ企画展　Sound Creatures
- 日仏交流ワークショップ Pacjap
- NTTインターコミュニケーション・センター / ICC Modulobe

### Game
- がんばれ森川君2号
- びっくりマウス
- 糸井重里のバス釣りNo.1
- くまうた
- 五龍陣エレクトロ
- 爆漫マック スタッフロール
- タシテン +たして10にする物語+

### TV
- たまこまーけっと（アニメ）[1][2][3]
- キルミーベイベー（アニメ）
- NHK教育
  - わたしのきもち
  - ニャンちゅうワールド放送局
  - おかあさんといっしょ（2013年4月3日 - ）
  - いないいないばあっ!
  - アクティブ10 理科
  - みいつけた!
- フジテレビ
  - 「発明王ゴンザレス」
  - TV's TV（CG：岩井俊雄）

### TVCM・VP
- 大和証券
- 大正製薬アイリス CL-1
- 明治製菓「プッカ」
- 日本クラフトフーズ「リカルデント」
- トーヨーサッシ「トステム」
- ニチレイ「ミニハンバーグ」（ボーカル：知久寿焼）
- 大正製薬「大正殺虫ゾル」
- 雪印乳業「毎日骨太」
- 国税庁e-Tax
- 西川産業ムアツふとん
- ファミリーマート
- マクドナルド
- 東レ「Eフィルター」他　多数

### その他
- 今田耕司「KOJI 2000」エクストラトラック編曲
- 映画「クリスマスにプレゼントを選ぶこともなく」
- 東芝EX-PAD「えいごであそぼ」
- スミ子（うるまでるび作品）
- 東京メトロ銀座線末広町駅・田原町駅2番線 発車メロディ